# Троїна (муніципалітет)
Троїна (італ. Troina, сиц. Truina) — муніципалітет в Італії, у регіоні Сицилія,  провінція Енна.
Троїна розташована на відстані близько 500 км на південь від Рима, 115 км на схід від Палермо, 38 км на північний схід від Енни.
Населення — 9442 особи (2014).

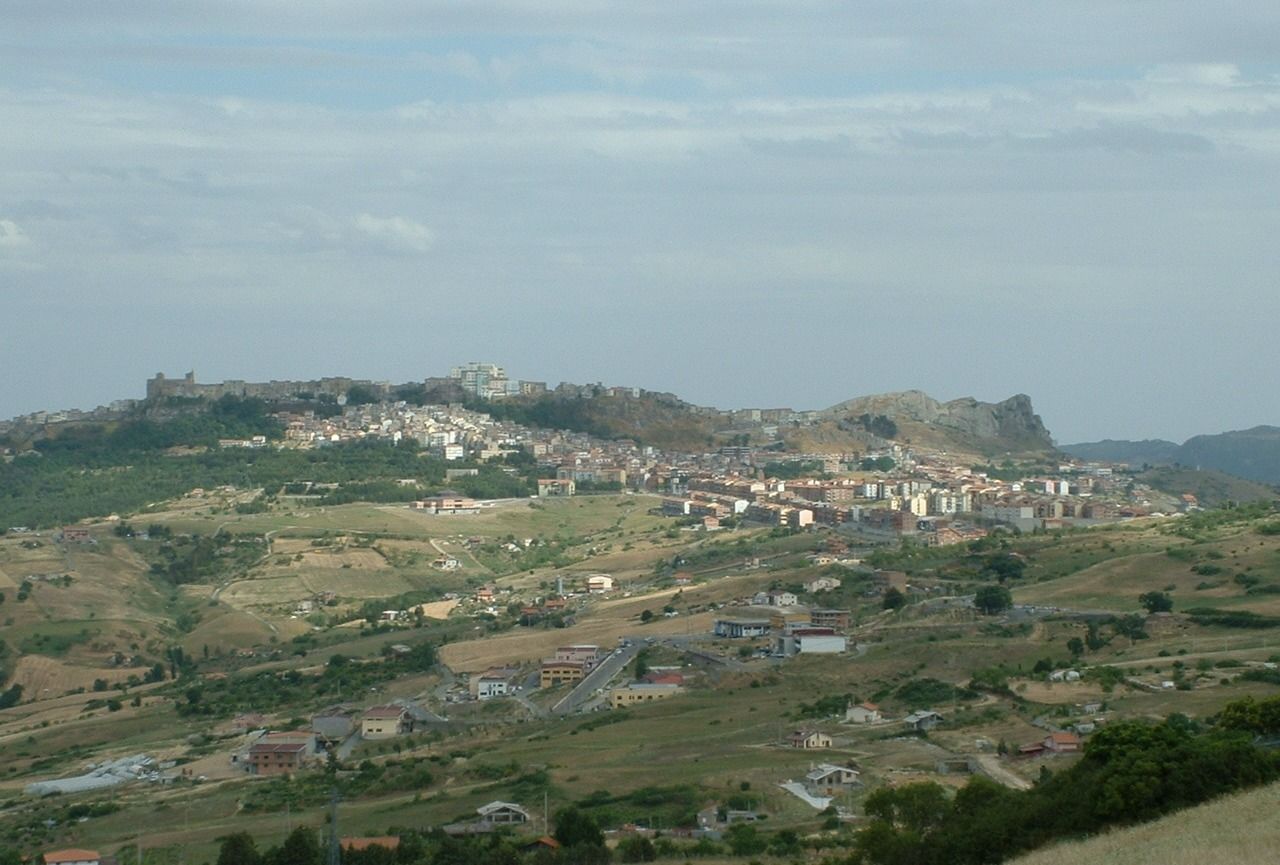

Щорічний фестиваль відбувається 3 червня. Покровитель — San Silvestro.

## Демографія
Населення за роками:

Станом на 1 січня 2023 року в муніципалітеті офіційно проживало 149 іноземців з 25 країн, серед них 85 громадян країн Євросоюзу та 2 громадяни України.

## Сусідні муніципалітети
- Регальбуто
- Гальяно-Кастельферрато
- Бронте
- Сан-Теодоро
- Чезаро